# Charles Aznavour chante Charles Aznavour, vol. 3
Albums de Charles Aznavour
Charles Aznavour chante Charles Aznavour, vol. 2 Bravos du music-hall à Charles Aznavour
(1957)
Charles Aznavour chante Charles Aznavour, vol. 3 est le troisième album studio de Charles Aznavour. Il est sorti en 1956 chez Ducretet Thomson,.
Les arrangements et orchestrations sont de : Jo Moutet (1, 3, 4, 7, 9 et 10) et Jean Leccia (2, 5, 6, 8) ; le graphisme de l'album original est signé Guy Bourduge.

## Liste de chansons
| 1. | Sur ma vie        | C. Aznavour             |  |
| 2. | On ne sait jamais | C. Aznavour             |  |
| 3. | Après l'amour     | C. Aznavour             |  |
| 4. | Prends garde      | Dany Revel, C. Aznavour |  |
| 5. | Vivre avec toi    | C. Aznavour             |  |

| 6.  | J'aime Paris au mois de mai | Pierre Roche, C. Aznavour     |  |
| 7.  | Le Chemin de l'éternité     | Robert Chauvigny, C. Aznavour |  |
| 8.  | J'entends ta voix           | C. Aznavour                   |  |
| 9.  | Une enfant                  | C. Aznavour                   |  |
| 10. | Je cherche mon amour        | C. Aznavour                   |  |